# Hell like Heaven
『Hell like Heaven』（ヘル ライク ヘヴン）は、the peggiesのメジャー1枚目のフルアルバム。2019年2月6日にエピックレコードジャパンから発売。

## 概要
the peggiesとしては3年3ヶ月ぶり、メジャーデビュー後は初のフルアルバムである。メジャーデビュー後に発売したシングル曲と配信限定EP収録曲、さらには新曲などを加えた12曲入り。初回限定盤には2018年12月2日に行われたTSUTAYA O-EAST公演の模様を収めたDVDが付録される。
本作の発売に先駆け、トレイラー映像が2019年1月30日にYouTubeにて公開された。

## 収録曲
全作詞･作曲:北澤ゆうほ
1. 君のせい
  - 編曲:the peggies、川口圭太
  - 3rdシングル曲。テレビアニメ「青春ブタ野郎はバニーガール先輩の夢を見ない」オープニングテーマ。
2. する
  - 編曲:the peggies、川口圭太
3. マイクロフォン
  - 編曲:the peggies、飛内将大
4. ドリーミージャーニー
  - 編曲:the peggies、大久保友裕
  - 1stシングル曲。テレビ東京系アニメ「BORUTO-ボルト- NARUTO NEXT GENERATIONS」エンディングテーマ。
5. はちみつ
  - 編曲:the peggies、大久保友裕
6. そうだ、僕らは
  - 編曲:the peggies、川口圭太
  - HONDA『バイクに乗っちゃう？』TV-CMソング。
7. かみさま
  - 編曲:the peggies、大久保友裕
  - 配信限定EP「なつめきサマーEP」収録曲。
8. BABY!
  - 編曲:the peggies、川口圭太
  - 2ndシングル曲。TBS系「王様のブランチ」2017年9月度EDテーマ、近鉄パッセ2017年秋TVCMソング。
9. Fortune
  - 編曲:the peggies、川口圭太
10. サマラブ超特急
  - 編曲:the peggies、川口圭太
  - 配信限定EP「なつめきサマーEP」収録曲。
11. LOVE TRIP(2019)
  - 編曲:the peggies、川口圭太
  - インディーズ時代にシングルとして発売した曲の再録音ヴァージョン。
12. 明日
  - 編曲:the peggies、大久保友裕
  - Abema TV「Abema Prime」オープニングテーマ

### 初回限定盤DVD
「the peggiesワンマンツアー2018 〜君のせいで最終バス乗り過ごしたツアー〜 2018.12.2渋谷TSUTAYA O-EAST公演ライブ映像」
1. グライダー
2. ボーイミーツガール
3. 最終バスと砂時計
4. JAM
5. 君のせい